# دايفيد ماير (ممثل)
دايفيد ماير (بالإنجليزية: David Meyer)‏ هو ممثل بريطاني، ولد في 25 مارس 1947 بواتفورد في المملكة المتحدة.

## أعمال

### أفلام
- (1982) عقد الرسام
- (1983) الأخطبوطي[1]

## وصلات خارجية
- دايفيد ماير على موقع IMDb (الإنجليزية)
- دايفيد ماير على موقع ألو سيني (الفرنسية)
- دايفيد ماير على موقع أول موفي (الإنجليزية)
- دايفيد ماير على موقع قاعدة بيانات برودواي على الإنترنت (الإنجليزية)
- دايفيد ماير على موقع قاعدة بيانات الأفلام السويدية (السويدية)
- دايفيد ماير على موقع قاعدة بيانات الفيلم (الإنجليزية)
- دايفيد ماير على موقع كينوبويسك (الروسية)
- دايفيد ماير على موقع كينوبويسك (الروسية)